# Риесго, Асьер
Асьер Рие́сго Унаму́но (исп. Asier Riesgo Unamuno; род. 6 октября 1983 года, Дева) — испанский футболист, игравший на позиции вратаря.

## Биография

### Клубная карьера
Асьер Риесго является воспитанником «Реал Сосьедада». На профессиональном уровне дебютировал в 2002 году, отправившись на правах аренды в «Эйбар». В 2004 году Асьер был отозван из аренды в связи с травмой основного голкипера «бело-синих» Сандера Вестерфельда. В элитном испанском дивизионе дебютировал 19 мая 2004 года в матче против «Алавеса».
После ухода Вестерфельда из команды, Риесго стал основным голкипером «Реал Сосьедад». Однако в 2006 году клубом был куплен чилийский вратарь Клаудио Браво, который вытеснил Риесго из состава и стал основным голкипером.
В сезоне 2007/08, который «Реал Сосьедад» провёл во втором дивизионе, Асьер был основным голкипером и сыграл 42 матча в сезоне. Однако добиться возвращения в элиту испанского футбола «бело-синим» не удалось. В августе 2008 года Риесго был отдан в аренду клубу «Рекреативо», который выступал в Примере.
В новой команде Риесго стал игроком основного состава, а в матче против «Нумансии» 4 января 2009, Риесго отразив 2 пенальти, помог своей команде победить — 3:1. 11 апреля в матче против «Барселоны» (0:2) Асьер стал первым, кто сумел отразить пенальти в исполнении Лионеля Месси. В том сезоне Риесго сыграл во всех 38 матчах, однако это не помогло «Рекреативо» избежать вылета во второй дивизион.
В декабре 2009 года Риесго интересовался английский «Тоттенхэм Хотспур», искавший замену травмированному Карло Кудичини. Вернувшись в стан «Реал Сосьедад», Риесго сыграл 7 матчей в сезоне 2009/2010, после травмы Браво и дисквалификации второго вратаря Эньяута Зубикарая. По итогам сезона «бело-синие» сумели добиться выхода в Примеру.
18 июня 2010 года контракт Риесго с «Реал Сосьедад» истёк и он перешёл в «Осасуну», заключив контракт на 3 года.
28 июля 2015 года Риесго на правах свободного агента перешёл в «Эйбар».

### Международная карьера
Риесго выступал за юношеские и молодёжную сборные Испании. Победитель юношеского чемпионата Европы 2002 и финалист молодёжного чемпионата мира 2003.

## Достижения
- Чемпион Европы среди юношей: 2002
- Финалист чемпионата мира среди молодёжи: 2003